# مارتن بودان
مارتن بودان (بالسويدية: Martin Bodin)‏ هو مصور سينمائي ومصور سويدي، ولد في 29 سبتمبر 1903 في Klintehamn ‏ في السويد، وتوفي في 7 أكتوبر 1976 في بلدية سولنتونا في السويد.

## وصلات خارجية
- مارتن بودان على موقع IMDb (الإنجليزية)
- مارتن بودان على موقع ألو سيني (الفرنسية)
- مارتن بودان على موقع أول موفي (الإنجليزية)
- مارتن بودان على موقع قاعدة بيانات الأفلام السويدية (السويدية)
- مارتن بودان على موقع قاعدة بيانات الفيلم (الإنجليزية)
- مارتن بودان على موقع كينوبويسك (الروسية)